# Іверія (газета)
«Іверія» — періодичне видання літературно-політичного спрямування. Виходить в Грузії грузинською мовою. Заснована Іллею Чавчавадзе, в 1902—03 газету редагував Олександр Сараджишвілі.

Виходила як щотижнева газета з 3 березня 1877 року, журнал в 1879—1885 роках і як щоденна газета з 1886 року. Співредактори:
- Сергій Месхі (1881, після об'єднання з газетою «Дроеба»),
- Іван Мачабелі (1882—1884),
- Олександр Сараджішвілі (1901);
- Григол Кипшидзе (1903—1905),
- Філіп Гогічаішвілі (1906).

У 1906 році газета була закрита.
Відігравала велику роль в суспільному житті.
Газета була відновлена 20 лютого 1989 року Зурабом Чавчавадзе і до 1997 року періодично виходила як орган Товариства Іллі Чавчавадзе.
У 2014 році редакцією газети заснована літературна і мистецька премія ім. Святого Іллі Праведного.